# Marco Monti
Marco Angelo Monti (Monza, 26 luglio 1967) è un ex calciatore italiano, di ruolo difensore.

## Carriera
Cresce calcisticamente nell'Inter con cui esordisce in Coppa Italia, venendo quindi ceduto alla Virescit Bergamo con la quale sfiora la promozione in Serie B.
Nel 1988-1989 passa alla Lazio con cui debutta in Serie A. Dopo due stagioni con i biancocelesti viene acquistato dall'Atalanta, nella quale viene impiegato raramente.
Viene acquistato quindi dalla Reggiana, e dopo due stagioni con la maglia granata si trasferisce al Ravenna, per poi concludere la carriera al Lecco, in Serie C1, ritirandosi dal calcio giocato a 28 anni, nel 1995.

## Palmarès

### Club

#### Competizioni giovanili
- Torneo di Viareggio: 1

Inter: 1986

#### Competizioni nazionali
- Campionato italiano di Serie B: 1

Reggiana: 1992-1993